# Gare de Calvi
La gare de Calvi est une gare ferroviaire française de la ligne de Ponte-Leccia à Calvi (voie unique et écartement métrique), située dans le centre-ville de Calvi, dans le département de la Haute-Corse et la Collectivité territoriale de Corse (CTC).
C'est une gare des chemins de fer de la Corse (CFC), desservie par des trains « grande ligne » et de la « desserte suburbaine de Balagne ».

## Situation ferroviaire
Établie à 5 mètres d'altitude, la gare de Calvi est l'un des terminus, située au point kilométrique (PK) 119,9, de la ligne de Ponte-Leccia à Calvi (voie unique à écartement métrique), après la gare du Lido (AF).
Elle possède des voies en impasses.

## Histoire
La gare de Calvi a toujours été un terminus bien modeste, avec un petit dépôt mais sans séparation du trafic voyageurs et marchandises, comme dans la gare de Bastia ou la gare d'Ajaccio. Le bâtiment-voyageurs comporte un corps central à étages de trois travées, flanqué de deux pavillons latéraux sans étage d'une seule travée. Il y a deux voies à quai et une troisième pour le retour des machines. Ces voies ont été raccourcies, et les branchements intermédiaires ont été supprimés. Au mois d'avril 2015 la voie 3 a été déposée afin d'allonger le quai de la voie 2, et de pouvoir y accueillir des rames doubles. La halle à marchandises est construite dans le même alignement que le bâtiment-voyageurs, à quelque distance de celui-ci. Deux voies en impasse et une rampe pour le chargement des wagons étaient disponibles pour le trafic de marchandises. Le dépôt avec sa remise en quart-de-cercle et plaque tournante ne disposait que de sa voie d'accès, le long de laquelle était situé le parc à charbons. Le bâtiment-voyageurs a récemment été agrandi dans un style moderne en rupture avec l'architecture traditionnelle d'origine.

## Service des voyageurs

### Accueil
Gare CFC, elle dispose d'un bâtiment voyageurs, avec guichet ouvert tous les jours. Accès aux personnes à mobilité réduite.

### Desserte
Calvi est desservie par des trains CFC « grande ligne » de la relation : Bastia, ou Ponte-Leccia, - Calvi. C'est également la gare principale de la « desserte suburbaine de Balagne » desservie par des trains CFC de la relation Calvi - Île-Rousse. Les horaires sont fluctuants en fonction de la saison (juillet-août) et du hors saison (le reste de l'année).

### Intermodalité
Un parking pour les véhicules y est aménagé.

## Galerie de photographies

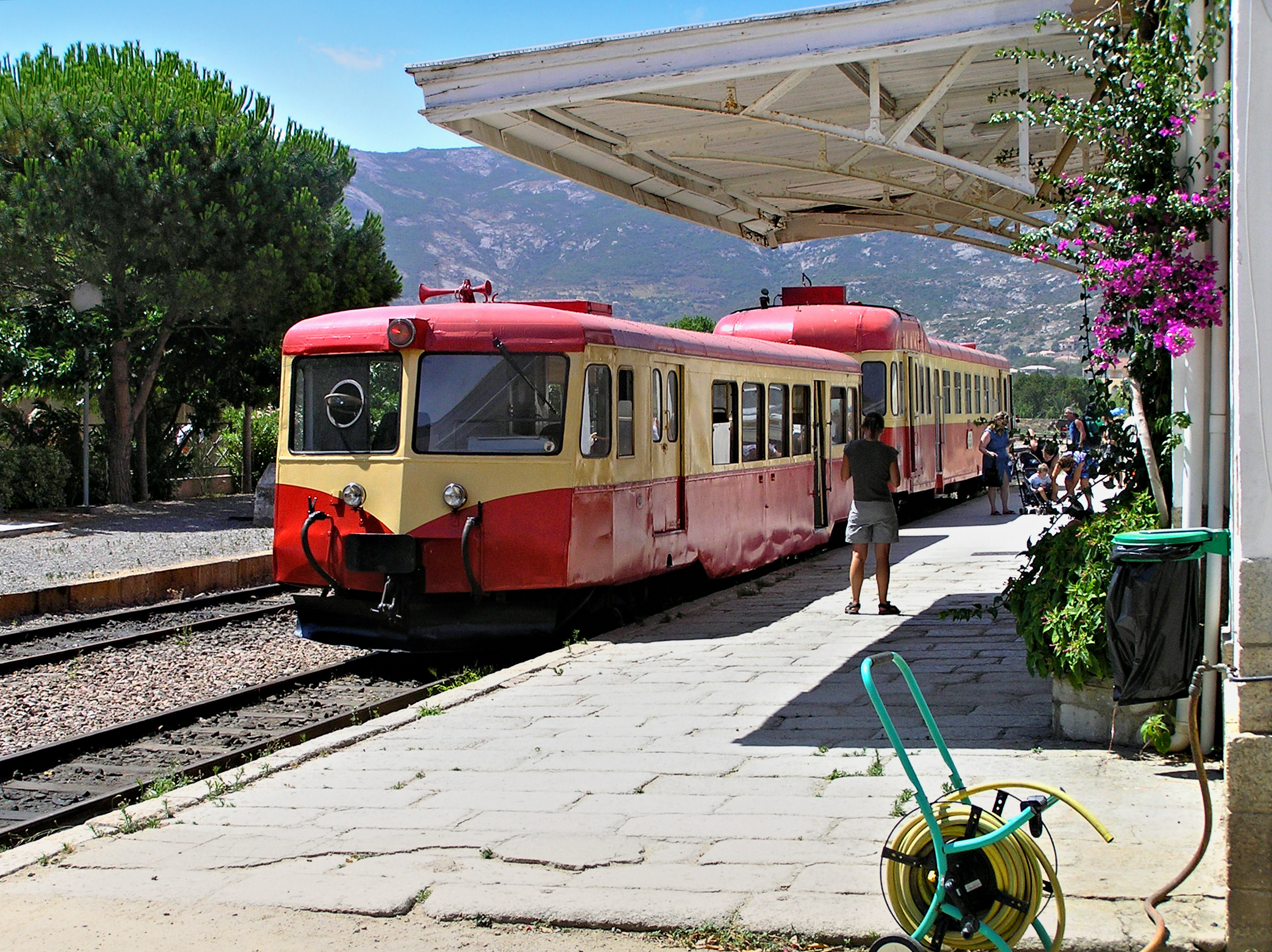
À quai voie 1, un autorail Renault X 200-ABH8 avec sa remorque pilote en 2005.
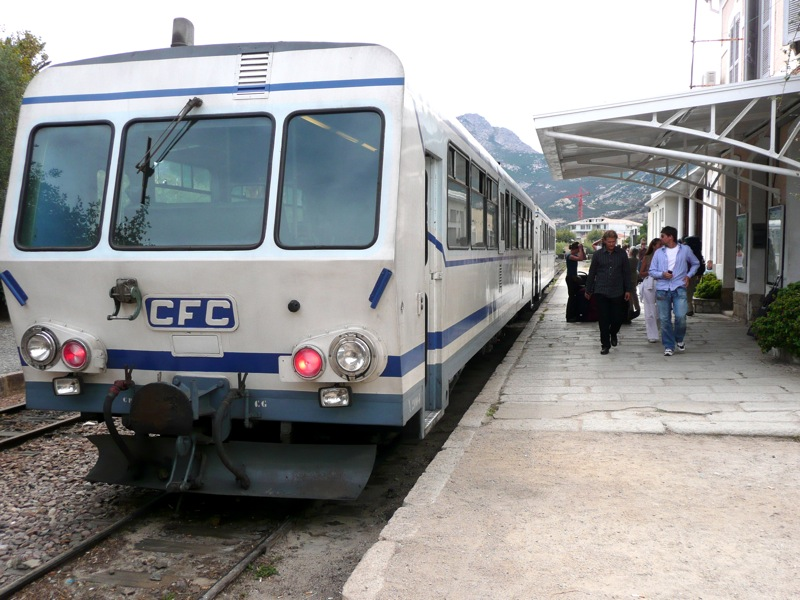
À quai voie 1, un jumelage d'autorail X 2000 rénové en 2007.
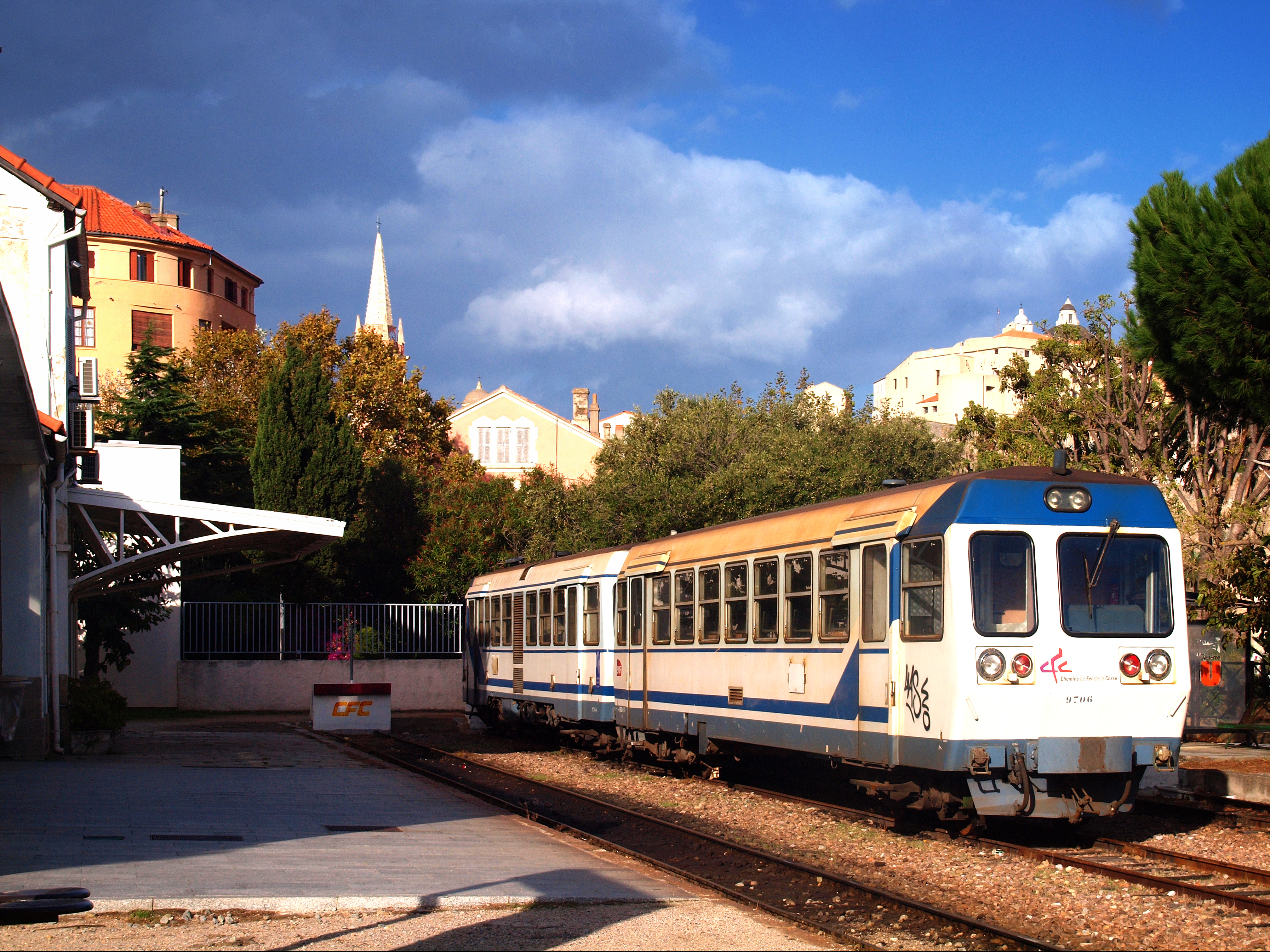
À quai voie 2, un autorail Soulé X 97050 avec sa remorque pilote en tête en 2010.
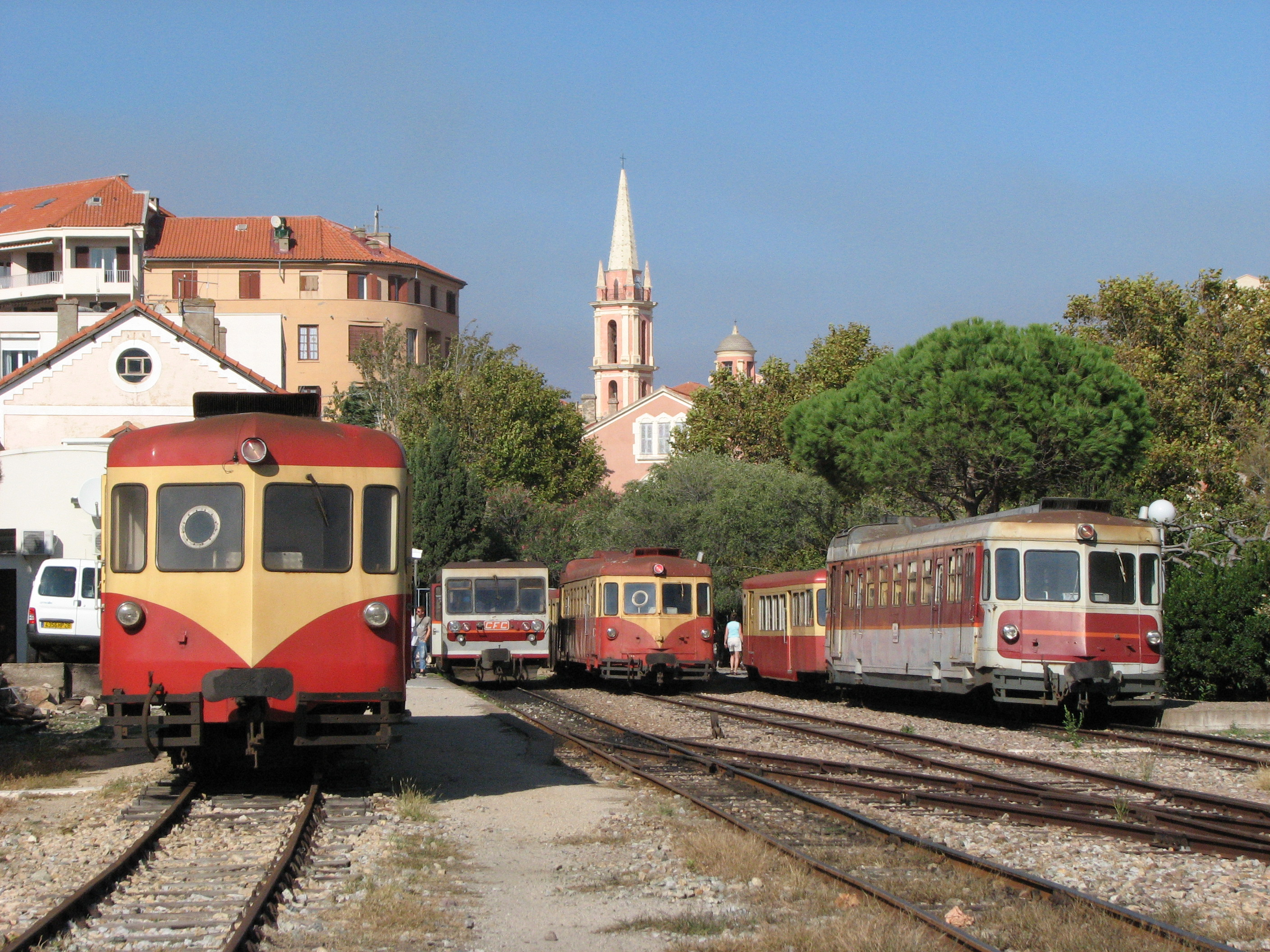
les 3 Renault ABH encore en service en 2008 : 206, 204 et 201 avec un X 5000 à Calvi.